# Metoda Halleya
Metoda Halleya – algorytm wyznaczania przybliżonej wartości pierwiastka funkcji {\displaystyle y=f(x)} jednej zmiennej w zadanym przedziale {\displaystyle [a,b].}
Kolejne przybliżenia są dane rekurencyjnym wzorem:
{\displaystyle x_{n+1}=x_{n}-{\frac {2\cdot f(x_{n})\cdot f'(x_{n})}{2\cdot \left(f'(x_{n})\right)^{2}-f(x_{n})\cdot f''(x_{n})}}.}